# Nguyễn Thị Cảo
Nguyễn Thị Cảo (阮氏暠; 1660 - 1736), là phu nhân của Quận công Nguyễn Gia Đa, nhũ mẫu của chúa Trịnh Cương, em con dì với bà Thái phi Trương Thị Ngọc Chử. Bà là cụ nội của nhà thơ Cung oán ngâm khúc trứ danh, Nguyễn Gia Thiều. Bà cùng với bà Trương Thái phi nổi tiếng qua điển tích Ghênh đẻ Khe nuôi.

## Tiểu sử[1]
Bà Nguyễn Thị Cảo còn có tên húy là Mêu, hiệu Diệu Thành, Trang Tĩnh đệ nhị nương. Người thôn Đại Tự, tổng Khương Tự, phủ Thuận Thành, tỉnh Bắc Ninh, vốn là đào nương ca trù.
Năm bà 16 tuổi, làm dâu dòng họ Nguyễn Gia ở Liễu Ngạn (còn gọi là làng Khe). Vốn con nhà nghèo, thời niên thiếu sống vất vả.
Một lần có gia đình giàu có mời thầy Tàu đến xem đất táng mộ, bà nghe lỏm được thầy địa lý phán:
Ta cắm hai cành cây ở đây. Ngày mai, nếu thấy nơi nào cành vẫn tươi thì mượn người giỏi hơn đến phân kim chọn hướng cải mộ vào đấy. Quý địa sẽ giúp dòng họ phát đến Quận công.
Nửa đêm bà Cảo đánh tráo vị trí hai cành cây. Sáng hôm sau, thầy địa lý đi rồi, gia đình nhà giàu ra quan sát bỗng thất vọng: hai cành cây đều héo rũ. Họ cho rằng thầy bói nói dóc bèn không chú ý mảnh đất nữa. Chờ dịp thuận lợi, bà di táng hài cốt cha mình đến khu đất ấy.
Dường như lời tiên đoán ứng nghiệm, ông Nguyễn Gia Đa chồng bà, vốn là một quan cấm vệ, được phong chức Thái phó, tước Bỉnh Quận công. Bà sinh được ba con trai, cả ba đều được phong tước Quận công:
- Siêu Quận Công Nguyễn Gia Châu (1678 - 1757). Ông là ông nội của nhà thơ Nguyễn Gia Thiều nổi tiếng với bài Cung oán ngâm khúc.
- Kỳ Quận Công Nguyễn Gia Trân (1686 – 1727).
- Thuận Quận Công Nguyễn Gia Kiên (1694 - 1727)).

Bà mất năm Bính Thìn (1736), thọ 77 tuổi.